# Mercat de les puces de Saint-Ouen
El mercat de puces de Saint-Ouen és una col·lecció de mercats agrupats en un barri de la ciutat de Saint-Ouen-sur-Seine, a la vora de París. Aquests diferents mercats reuneixen prop de 2.000 comerciants en 7 hectares. Ofereixen principalment articles antics, però també articles de roba i venda de garatge. És el mercat d'art i antiguitats líder del món, amb 5 milions de visitants a l'any

## Origen

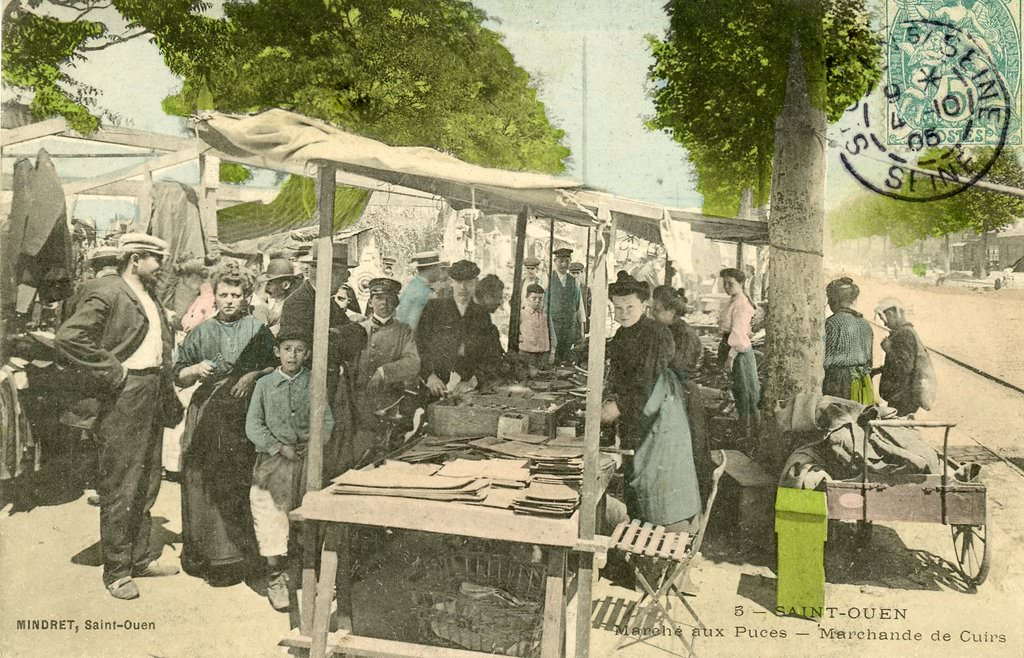
Saint-Ouen : mercat de puces.

Els orígens del mercat de puces es remunten a l'any 1885, arran del decret del prefecte Eugène Poubelle que prohibeix el dipòsit d'escombraries a les portes dels edificis de París. Els drapaires es van establir a la plana de Malassis, terra contigua a les fortificacions de París.
Aquesta plana forma part de la Zona, una franja de terreny sense urbanitzar de 250 metres d'ample al voltant del recinte de Thiers, el " fortificacions », construït l'any 1844. En aquesta zona està prohibida tota construcció, per motius de seguretat militar. En aquests erms s'acumularan els barris de barraques d'una població molt pobra.

## Avui dia
Els mercats de puces s'organitzen principalment al voltant de la rue des Rosiers, Porte de Clignancourt i Porte de Montmartre. Aquests tres llocs corresponen al tríptic que forma aquesta activitat i aquest barri.
S'hi pot trobar :
- antiquaris al voltant de Rue des Rosiers (Saint-Ouen-sur-Seine) i Rue Paul Bert ;
- roba de segona mà prop de Porte de Clignancourt, a l'avinguda Michelet i rue Jean-Henri-Fabre ;
- els biffins sota la circumval·lació de París a l'avinguda de la Porte-de-Montmartre i a l'inici de la Rue du Docteur-Babinski.[4]

## Mercats d'antiguitats
El mercat de puces de Saint-Ouen aplega una quinzena de mercats
- Marché Biron
- Marché Cambo
- Marché Dauphine
- Marché Vernaison
- Marché Jules-Vallès
- Marché Le Passage
- Marché Malassis
- Marché l'Entrepôt
- Marché Paul-Bert
- Marché des Rosiers
- Marché des Rues
- Marché Serpette
- Marché l'Usine
- Marché Lécuyer

### Mercats de roba
- Marché Malik

### Negocis a l'aire lliure
Aquests diferents mercats es complementen amb :
- els carrers del Marché que inclouen nombroses botigues i mercats a l'aire lliure, ells mateixos especialitzats en antiguitats o roba. Aquests estands s'instal·len principalment als carrers Jules-Vallès, Lécuyer, Marceau, Paul-Bert, Voltaire, i per descomptat l'avinguda Michelet que concentra una gran línia de botigues de roba. ;
- el Carré des Biffins, un espai de venda solidària sota el pont de Porte-de-Montmartre on es realitza la revenda d'objectes reciclats, perpetuant la tradició dels mercats de puces.

## Galeria

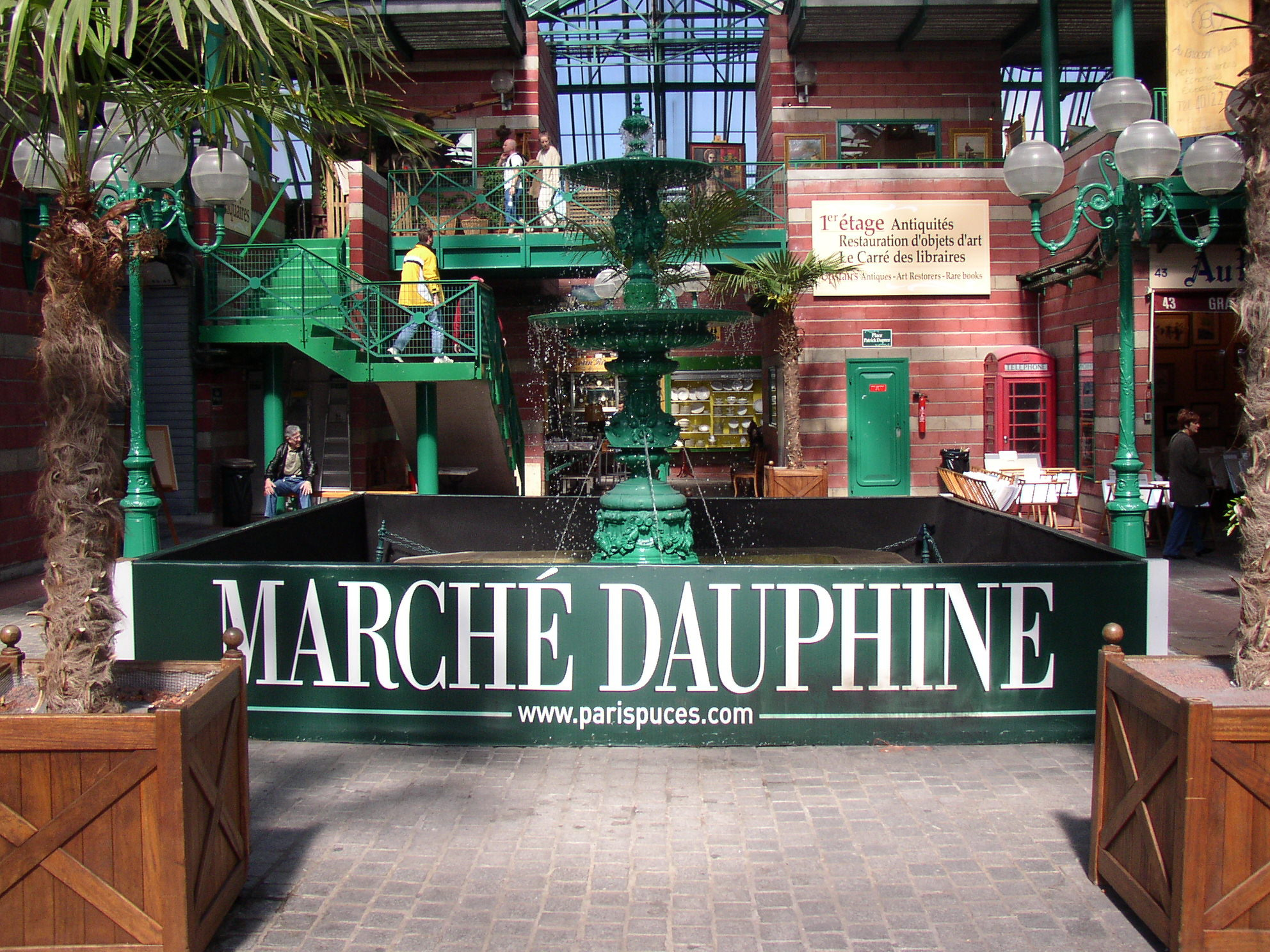
Mercat Dauphine
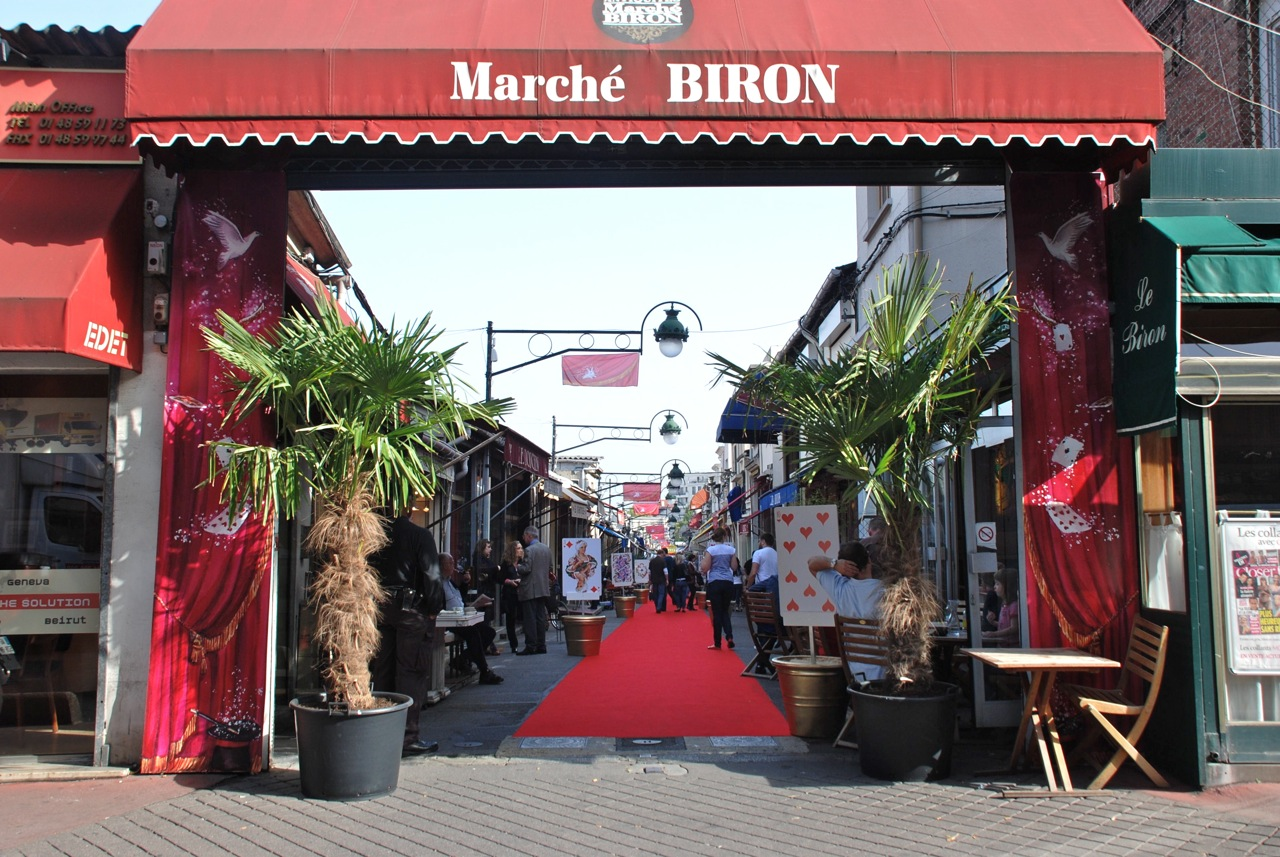
Mercat de Biron
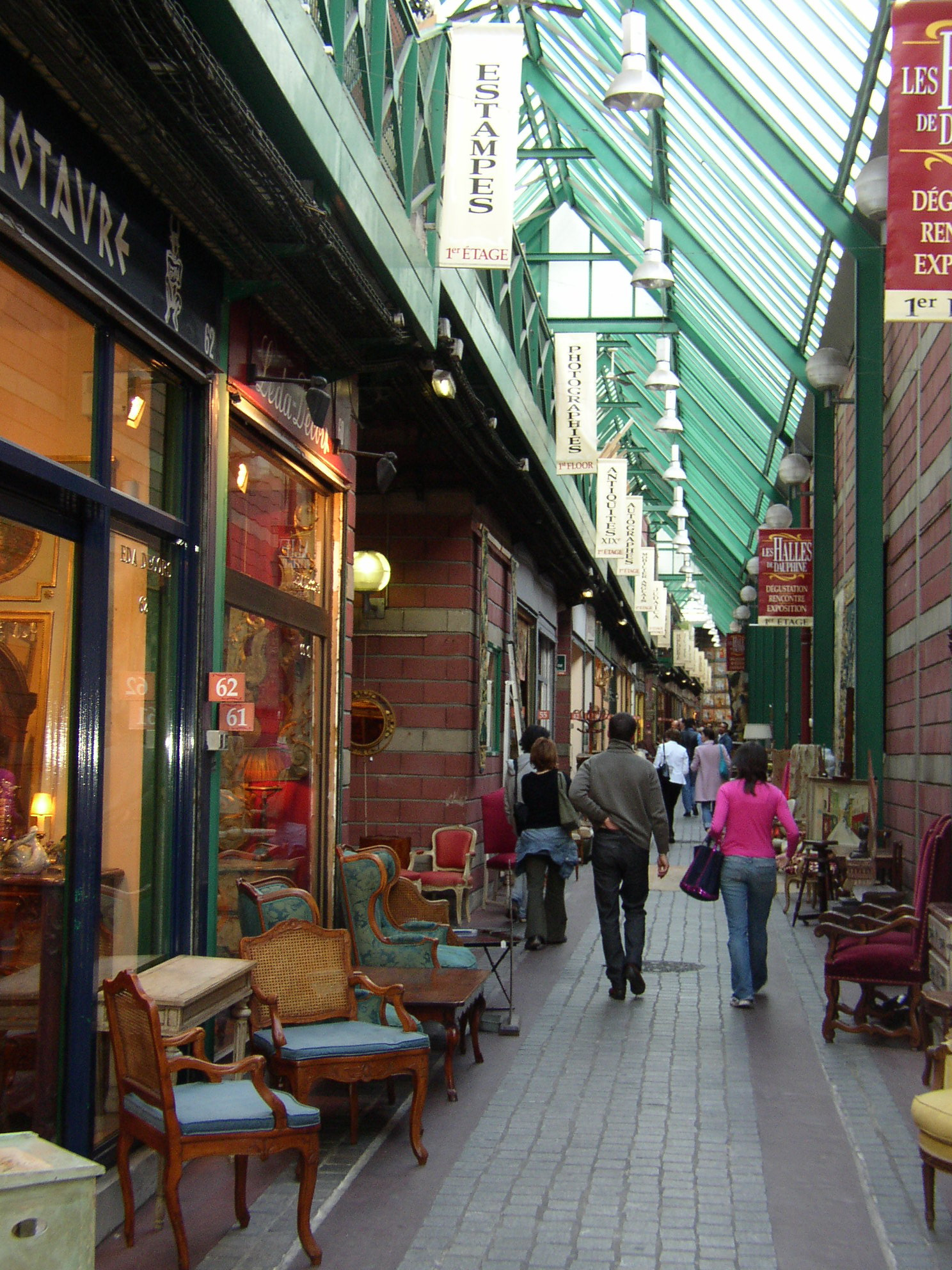
Mercat Dauphine
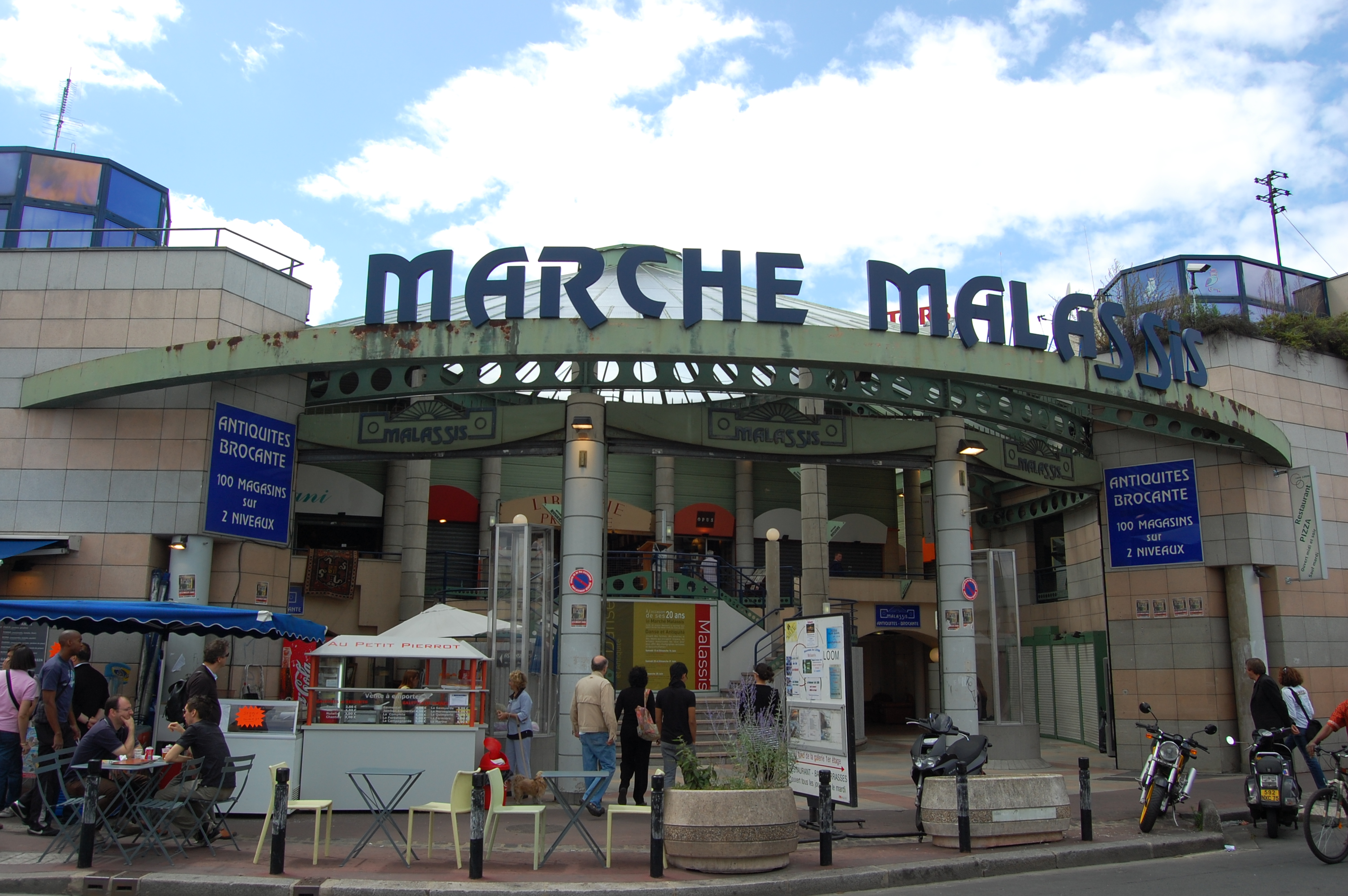
Mercat de Malassis
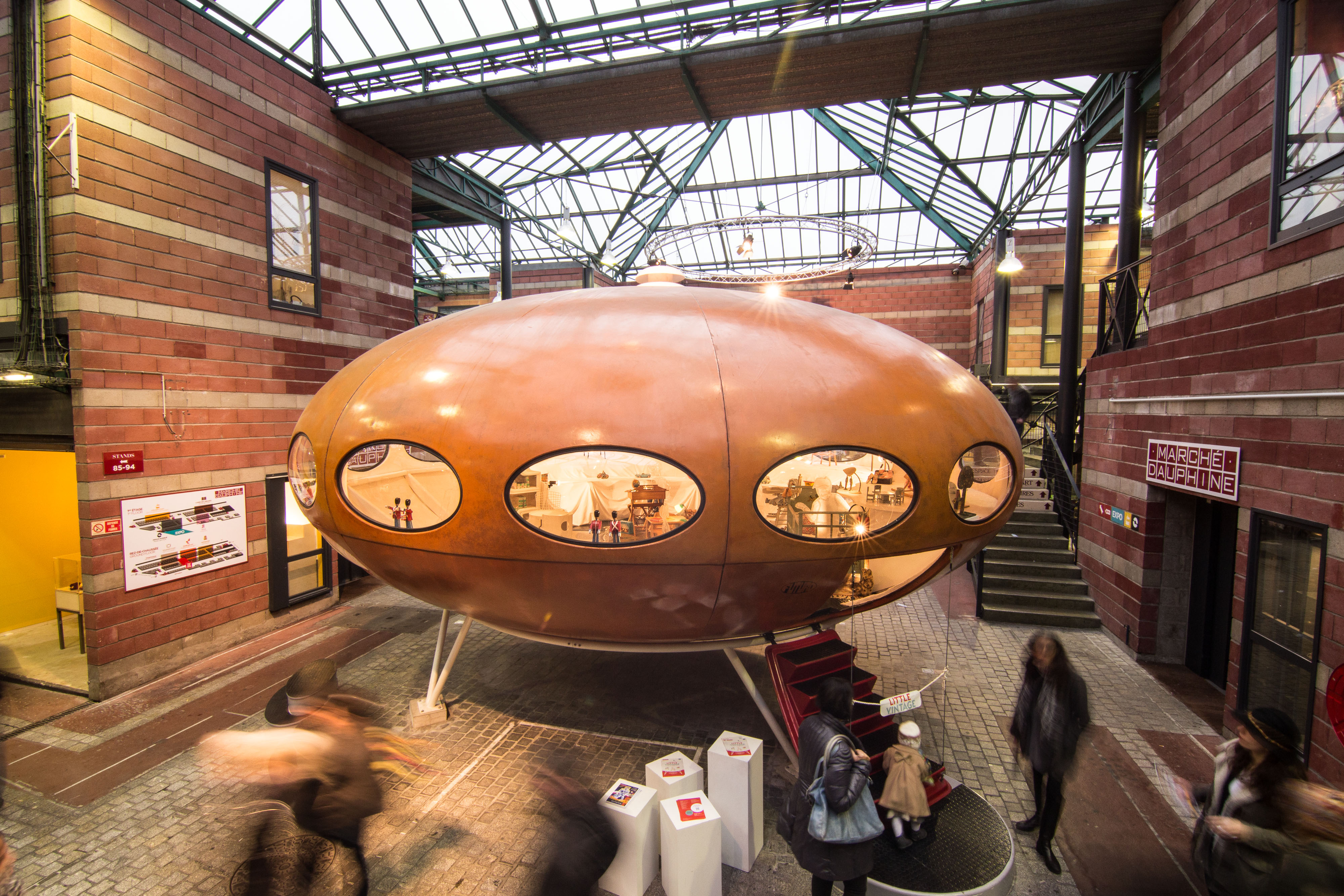
La casa Futuro, mercat Dauphine

### Pel·lícules amb escenes rodades al mercat de puces
- Mitjanit a París, Woody Allen
- No ho diguis a ningú, Guillaume Canet
- Zazie al metro, Louis Malle
- L'escuma dels dies , Michel Gondry

## Accés
El mercat de puces és accessible per la línia 4 del metro de París i per la línia 3b del tramvia Ille-de-France a l'estació <i id="mwgQ">de Porte de Clignancourt</i>, per la línia 13 del metro de París a l'estació <i id="mwhA">de Garibaldi</i> i per la línia 85 de la xarxa d'autobusos de la RATP fins a la Michelet-Rosiers, Marchés aux Puces i Paul Bert s'atura.